# Suzanne Simard
Suzanne Simard là một giáo sư về sinh thái rừng, giảng dạy tại Đại học British Columbia.
Bà đã thử nghiệm các lý thuyết về cách cây cối giao tiếp với nhau. Bà sử dụng carbon phóng xạ để kiểm nghiệm về sự chia sẻ carbon giữa các cây và loài riêng biệt. Theo kết quả thu được, bà phát hiện ra rằng giữa cây Bạch Dương và cây Linh Sam đã có sự trao đổi carbon cho nhau. Các cây Bạch Dương nhận được lượng carbon dư thừa từ cây Linh Sam khi cây Bạch Dương rụng lá. Và ngược lại, các cây Bạch Dương cung cấp carbon cho các cây Linh Sam ở trong bóng râm.

## Cây mẹ
Simard đã giúp xác định một khái niệm được gọi là cây trung tâm hoặc trìu mến hơn là "cây mẹ". Những cây mẹ là những cây lớn nhất trong các khu rừng, đóng vai trò trung tâm cho các mạng lưới nấm rễ cộng sinh dưới lòng đất rộng lớn. Một cây mẹ hỗ trợ cây con bằng cách chuyển các chất dinh dưỡng thừa qua mạng lưới nấm rễ cộng sinh đến những cây con ở tầng dưới tán, cung cấp đủ chất dinh dưỡng cần thiết để chúng phát triển.
Bà cũng phát hiện ra rằng, các cây Linh Sam mẹ cung cấp nhiều carbon cho các cây Linh Sam con trong họ hàng của chúng hơn là các cây Linh Sam con khác. Chúng thậm chí còn thay đổi cấu trúc gốc của mình để tạo nên một khoảng không gian cho cây con của chúng.